# Traunstein
Traunstein (in bavarese Traunstoa) è una città tedesca situata nel Land della Baviera.
È capoluogo del circondario omonimo.
Si trova sul fiume Traun, nella regione collinare del Chiemgau.
Traunstein è una città di rilevanza interregionale sia dal punto di vista commerciale che amministrativo: possiede infatti un ufficio giudiziario di prima istanza (Amtsgericht), un tribunale distrettuale (Landgericht) e 17 scuole che contano quasi 10.000 scolari.
Molto nota è la tradizionale Traunsteiner Georgiritt, la processione equestre di San Giorgio che si svolge ogni anno in occasione del lunedì di Pasqua.

## Geografia fisica

### Posizione geografica
Traunstein è il capoluogo del Chiemgau e si trova a 10 km a Est rispetto al lago Chiemsee, 15 km a Nord delle Alpi del Chiemgau. La città è attraversata nella sua parte orientale dal fiume Traun. Hochberg è il nome del monte più elevato nell'area di Traunstein: si trova a Sud-Est e da esso prende il nome anche un quartiere della città. A Sud di Traunstein, ai piedi del monte Hochberg e sul fiume Traun, si trova il villaggio parrocchiale di Halslach, accorpato all'omonimo comune nel 1978. A Nord, separati dalla foresta urbana e da un ex campo di allenamento, si trovano il villaggio parrocchiale di Kammer (incorporato nel 1972) e la località di Rettenbach.

### Organizzazione comunale
Il territorio di Traunstein comprende 63 distretti:
| Abstreit   | Guntramshügl | Leiderting            | Rutzöd       |
| Alterfing  | Haslach      | Lüfteneck             | Schinagl     |
| Axdorf     | Haunstätt    | Marberloh             | Schmidham    |
| Bach       | Hochberg     | Mayerhofen            | Schwaig      |
| Baumgarten | Hochöd       | Mitterbichl           | Schwober     |
| Bergwiesen | Höfen        | Neuhausen             | Seiboldsdorf |
| Buchfelln  | Holzleiten   | Neuling               | Siegelberg   |
| Büchling   | Höpperding   | Oberhaid              | Sparz        |
| Daxerau    | Hütt         | Obersöln              | Tinnerting   |
| Einham     | Irlach       | Öd in der Pechschneid | Traunstein   |
| Empfing    | Kaltenbach   | Paulöd                | Traunstorf   |
| Eppenstatt | Kammer       | Preising              | Unterhaid    |
| Gamm       | Kirchleiten  | Reichsberg            | Untersöln    |
| Geißing    | Kotzing      | Rettenbach            | Wegscheid    |
| Gerating   | Kronacker    | Riederting            | Wolkersdorf  |
| Graben     | Langmoos     | Roitwalchen           |              |

## Storia
Il nome Trauwenstain viene menzionato per la prima volta in uno scritto del monastero di Baumburg del 1245. Ciononostante già negli elenchi dei beni ecclesiastici erano catalogati circa 790 possedimenti che prendevano il nome ad Trun; oltre a questi troviamo nei dintorni fortificazioni e scuderie medievali risalenti al X secolo: Burg Traunstein, Burgstall Traunstein, Burgstall Hochberg e Burgstall Lenzisburg.
Trauwenstain significa letteralmente “castello sul Traun”, e molto probabilmente si trovava qui la residenza dei signori de Truna, circondata da un piccolo insediamento. Fu però la famiglia Wittelsbacher a sviluppare e rafforzare questo insediamento, fino ad arrivare così a controllare la traversata sul Traun di un'importante via del sale, ovvero quella che partiva da Monaco di Baviera e arrivava a Reichenhall, al confine con l'arcivescovado di Salisburgo.
Nel 1120 i nobili de Truna (o von Truna), ministeriali investiti dai conti von Kraiburg-Ortenbourg, si stabilirono in quello che oggi è il territorio comunale, molto probabilmente per la vicinanza all'importante via commerciale e per la sua posizione strategica (costruirono infatti il loro castello sull'altopiano cittadino, in gran parte circondato dal fiume). Le ultime fonti sui signori de Truna risalgono al 1242.
Nel 1245 Traunstein fu menzionata la prima volta in un documento. Nel primo trattato di Erharting (1254) l'arcivescovo di Salisburgo rinunciò all'acquisizione delle contee e dei tribunali del Chiemgau, che insieme a Traunstein passò ai Wittelsbacher. Fu agli inizi del XIV secolo che venne conferito a Traunstein lo status di città. Nel 1493 strade e vicoli vennero lastrificati per la prima volta, mentre nel 1526 fu costruita la Lindlbrunnen (Fontana del Lindl), dotata di un abbeveratoio per cavalli, come completamento del rifornimento idrico comunale.
Tra il 1616 e il 1619 l'architetto di corte Hans Reiffenstuel costruì la conduttura di acqua salina di Bad Reichenhall: questo permise la produzione di sale, che per lungo tempo ha rappresentato il principale settore economico della città, alla quale ha portato grande prosperità. La città di Traunstein fu completamente risparmiata dalle atrocità della Guerra dei Trent'anni (1618-1648). Tuttavia, sull'onda della Guerra di Successione spagnola, Traunstein fu occupata dalle truppe austriache il 25 e 26 luglio del 1704: un incendio devastante cambiò fortemente l'aspetto medievale della città, ma nonostante anni di occupazione austriaca, fu possibile ricostruirla. Le nuove saline, completate nel 1786-1787, garantirono alla città di Traunstein la sopravvivenza della produzione di sale.
Nella notte tra il 25 e il 26 aprile 1851 un altro devastante incendio distrusse quasi tutta la città. Le cause non sono mai state chiarite, ma l'ipotesi che si fosse trattato di un atto di vendetta dovuto al trasferimento della sede parrocchiale da Haslach a Traunstein è del tutto priva di fondamento. Bruciarono circa 100 case e tra queste anche il municipio, il tribunale distrettuale, l'ufficio principale del Salzamt (istituzione per l'estrazione e la distribuzione del sale), gli uffici delle finanze, la chiesa, e tutte le porte e le torri (tranne quella superiore). Come dopo l'incendio del 1704, anche questa volta si riuscì a ricostruire la città di Traunstein nel giro di pochi anni.
Nel 1912 fu chiusa l'ultima salina di Traunstein, quella del comune di Au, comune autonomo che fu accorpato a Traunstein il 1º gennaio 1914. Durante la prima guerra mondiale la salina veniva utilizzata sia come lager per i prigionieri civili e di guerra, per oltre 1000 detenuti, sia come ospedale militare: Adolf Hitler acquartierò qui per alcuni mesi. In seguito all'iperinflazione del 1923, anche a Traunstein circolarono miliardi di marchi «d'emergenza», fatti stampare per fronteggiare la crisi economica dovuta alla sconfitta della Germania nella Grande Guerra.
Dopo l'avvento al potere dei nazionalsocialisti (1933), iniziò anche qui la persecuzione di dissenzienti politici e di cittadini ebrei. Nel corso della seconda guerra mondiale Traunstein fu colpita quattro volte dai bombardamenti americani (11/11/1944, 21/01/1945, 18/04/1945 e 25/04/1945). Durante i pesanti bombardamenti dell'aprile 1945 fu distrutto il quartiere della stazione e rimasero uccise oltre 100 persone. Poco più tardi, il 2 maggio 1945, passò per Traunstein un treno che trasportava i detenuti ebrei dei campi di concentramento: 61 di loro vennero uccisi il giorno dopo a Surberg, dove oggi si trova un monumento commemorativo a loro dedicato. La città di Traunstein fu liberata il 3 maggio 1945.
Le elezioni locali del gennaio 1946 segnarono l'inizio della democratizzazione: profughi e rifugiati dovevano venire riforniti e integrati. Tra il 1948 il 1972 (come già nel periodo 1876-1935), Traunstein era una città extracircondariale. Il 1º luglio 1972, in seguito alla riforma dei comuni, Traunstein diventò circondario, ottenendo così lo status di grande capoluogo distrettuale.
La ricostruzione della Jacklturm (1998), bruciata nell'incendio del 1851, cambiò in modo significativo l'immagine della città.
Dal 1º settembre 2013 la città di Traunstein è classificata come Oberzentrum (centro regionale).

### Incorporazione dei comuni
Il 1º gennaio 1914 venne incorporato alla città di Traunstein il comune di Au, fino ad allora comune autonomo. Il 1º luglio 1972, in seguito alla riforma bavarese dei comuni, vennero incorporati alla città gli ex comuni di Kammer e la parte nord del comune di Hochberg; stessa cosa accadde il 1º maggio 1978 per il comune di Wolkersdorf e gran parte del comune di Haslach.

## Società

### Religione
Nella città di Traunstein vi è una cattedrale cattolica romana formata da varie parrocchie: Traunstein Sankt Oswald, Haslach Mariä Verkündigung, Traunstein Heilig Kreuz e Kammer Johannes der Täufer.
Oltre alle parrocchie sopracitate, dove si tiene la regolare messa, appartengono alla cattedrale di Traunstein alcune chiese succursali, utilizzate per le occasioni speciali:
- La Salinenkapelle (Aukirche) è la cappella più grande della Germania: nei mesi estivi viene utilizzata regolarmente per la messa, ma anche per matrimoni, devozioni e cerimonie commemorative.
- Nella St. Georg und Katharina, nel parco cittadino, oltre alle messe cattolico-romane, alle funzioni e ai Vespri viene celebrata regolarmente la messa della comunità greco-cattolica. Durante i mesi estivi, il portale della ex Chiesa del cimitero (fino al 1908) viene aperto ogni sabato pomeriggio, offrendo quindi la possibilità per un raccoglimento interiore o di visitare il sito stesso.
- La Ettendorfer Kircherl (“Chiesetta di Ettendorf”) sorge su una piccola collina a nord est della città sulla valle del Traun; è una chiesa succursale della parrocchia di St. Oswald di Traunstein e si trova nel territorio del comunità di Surberg. Ettendorf è stata per secoli un famoso luogo di pellegrinaggio. La Chiesa consacrata ai Santi Vito e Anna è, in occasione del lunedì di Pasqua, la tradizionale destinazione della Traunsteiner Georgiritt (processione equestre di San Giorgio), un grande pellegrinaggio a cavallo che vede oltre 400 cavalli all'anno. Nei mesi estivi nella chiesetta si tengono talvolta le normali messe; è invece molto richiesta per i matrimoni. Molto frequentata e amata è la serie di concerti nominata “Musik im Kircherl“ ("Musica nella Chiesetta"), tenuta dall'associazione registrata Verein Orgelfreunde St. Oswald Traunstein e. V. (“Amici dell'Organo di S. Osvaldo Traunstein”).
- Accanto all'Istituto della Beata Vergine Maria Sparz (Institut der Englischen Fräulein Sparz, scuola che ormai è stata ceduta dall'ordine in gestione della chiesa), sull'altura est della città e dell'ex comunità della Salina Au, sorge la chiesa St. Josef Sparz, la cosiddetta “Sparzer Kircherl”.
- La Klosterkirche, chiesa conventuale dell'ex convento dei cappuccini di Traunstein, da diversi decenni proprietà della città, è gestito dalla Società per la Promozione Culturale ARTS e utilizzato come "sala d'arte della chiesa convettuale" per concerti e mostre d'arte.

In aggiunta esistono una Chiesa evangelica luterana più grande (Auferstehungskirche - Chiesa della Resurrezione nella via Crailsheimstraße), una nota Chiesa evangelica indipendente (Mennoniti - Evangelische Freikirche), e dal 2012 una Chiesa libera Evangelica (Freie evangelische Gemeinde).
Inoltre esistono anche altre comunità religiose, come i Testimoni di Geova e la Chiesa Neo-Apostolica (Neuapostolische Kirche).

## Politica

### Consiglio comunale
I risultati delle elezioni locali del 2 marzo 2008 e del 16 marzo 2014 hanno portato alla seguente distribuzione dei seggi:
| Partito / Lista | CSU | SPD | GRÜNE | Unabhängige Wähler | Traunsteiner Liste | Totale |
| --------------- | --- | --- | ----- | ------------------ | ------------------ | ------ |
| Seggi 2008      | 8   | 5   | 2     | 7                  | 2                  | 24     |
| Seggi 2014      | 8   | 5   | 4     | 5                  | 2                  | 24     |

### Sindaco
Il Sindaco Fritz Stahl (SPD), in carica dal 1990, non ha preso parte alle elezioni locali del 2008 a causa della sua età. Il sindaco neoeletto di Traunstein, Wilfried Arsan (UW), è stato trovato morto il 7 aprile 2008. Secondo la Questura di Traunstein tutto fa pensare a un suicidio. Su proposta della città, l'organo della vigilanza comunale pubblica aveva quindi nominato il vicesindaco in carica fino a quel momento Hans Zillner come delegato per le funzioni urgenti per il periodo dal 1º maggio 2008 alla seduta costituente del consiglio comunale dell'8 maggio. Zillner è stato poi rieletto vicesindaco dal consiglio comunale, ricoprendo quindi le funzioni di sindaco fino alle elezioni successive per il nuovo sindaco, svoltesi il 13 luglio 2008: qui, con il 54,66% dei voti, fu eletto il candidato degli Unabhängige Wähler Manfred Kösterke.
Nelle elezioni comunali del 2014 si sono presentati cinque candidati in totale; il ballottaggio ha visto vincitore il candidato dell'SPD, ex insegnante del liceo Chiemgau Traunstein, Christian Kegel, che ha vinto contro Manfred Kösterke per una minima percentuale (50,76% contro 49,24%).

### Stemma della città
Lo stemma cittadino nella sua forma attuale (tre colline e due gigli) esiste già da secoli. Tuttavia nel medioevo lo stemma era diverso: sopra tre porte erano raffigurate due alabarde. Da questo si riconosce il fatto che originariamente si trattava di un sito progettato ed edificato principalmente come complesso fortificato militare. Resti delle antiche mura della città ne sono la prova.

## Amministrazione

### Gemellaggi
- Gap - Alte Alpi (dal 1976)
- Wesseling - Renania Settentrionale-Vestfalia (dal 1984)
- Pinerolo - Piemonte (dal 1986)
- Haywards Heath - Sussex (dal 1993)

## Cultura e luoghi d'interesse

### Istituzioni culturali
- Heimatmuseum, il museo regionale (nella piazza Stadtplatz 2/3);
- Städtische Galerie, la galleria comunale (in Ludwigstraße 12; disegni, illustrazioni di libri, xilografie, etc.);
- Städtisches Kulturzentrum im Stadtpark, il centro culturale comunale nel parco cittadino.

Eventi culturali a cadenza regolare sono per esempio:
- Die Sinfonischen Konzerte Traunstein, i concerti sinfonici di Traunstein;
- Die Traunsteiner Sommerkonzerte, i concerti estivi di Traunstein;
- Der Musiksommer zwischen Inn und Salzach, l'estate della musica tra i fiumi Inn e Salzach;
- Der Chiemgauer Musikfrühling, la primavera della musica di Chiemgau;
- Das Traunsteiner Lindl-Singen und -Musizieren, i canti e le musiche del Lindl di Traunstein;
- Die Traunsteiner Musikkulturnächte, le notti di cultura musicale di Traunstein (una in primavera e una in autunno).

Concerti e spettacoli teatrali a cadenza regolare si svolgono anche nel teatro NUTS - Die Kulturfabrik.

### Luoghi d'interesse
- Resti delle fortificazioni della città (la torre di Brothaus, la porta dei Leoni, parti delle mura cittadine);
- Le ex residenze e i siti di produzione delle saline;
- La Salinenkappelle St. Rupertus nel quartiere di Au, dove si trovano importanti affreschi del primo barocco;
- Il Traunstein, un grande masso di conglomerato roccioso[7] immerso per la sua metà nel fiume;
- La Lindlbrunnen (Fontana del Lindl) nella Stadtplatz;
- La Jackelturm (torre di Jackl), ricostruita nel 1998 dopo il grande incendio del 1851;
- La montagna Hochberg, uno dei punti panoramici più belli del Chiemgau;
- La parrocchia di St. Oswald con i suoi dipinti barocchi e affreschi antichi;
- La neogotica evangelische Auferstehungskirche (Chiesa evangelica della Resurrezione).
- Osservatorio di Traunstein: osservatorio astronomico fondato dal noto chimico e industriale Emil Ehrensberger

## Economia e infrastrutture

### Imprese con sede a Traunstein
Traunstein è reputata meta tradizionale per lo shopping. Oltre a numerose boutique e piccoli negozi tradizionali nel centro della città, esiste la zona industriale Haslach, dove hanno la loro sede catene interregionali, le quali hanno installate le loro aziende anche nell'area delle caserme distaccate del Principe Eugenio della zona industriale Kaserne.
La Hofbräuhaus Traunstein, con una produzione di circa 100.000 ettolitri di birra, è la più grande fabbrica di birra di Traunstein. Altri birrifici sono per esempio i birrifici privati Schnitzlbaumer e Wochinger-Bräu. Il primo è il più antico della città, mentre il secondo, con una produzione annua di 8000 ettolitri, è il più piccolo del posto. I birrifici Kiesel e Weissbräu hanno cessato la produzione.
Tra le aziende di importanza interregionale sono da citare in particolare le seguenti tre società: la società per l'industria del wolframio (Gesellschaft für Wolfram Industrie mbH), che con oltre 50 dipendenti produce materiali ad alta resa realizzati in tungsteno e molibdeno; la società Leimer KG, che con più di 90 dipendenti è leader tedesco nel mercato del pangrattato; un altro leader ma nel campo della tecnologia ortopedica è Pohlig GmbH, che con i suoi attuali 300 dipendenti nella sola sede di Traunstein, sta conoscendo una rapida espansione.
La società Bayerische Vermögen AG (che dal 1998 al 2013 aveva il nome di Neue Vermögen AG) costituisce, con un patrimonio gestito di 1,2 miliardi di euro, uno dei principali gestori patrimoniali indipendenti in tutta la Germania.

### Media
Il quotidiano locale si chiama Traunsteiner Tagblatt (in precedenza Traunsteiner Wochenblatt, a cadenza settimanale). A Traunstein aveva inoltre la sua sede Radio Chiemgau, ma dal primo gennaio 2009 è stata fusa, assieme alla Unterberg live, alla stazione radiofonica Bayernwelle SüdOst con sede a Freilassing, che oggi copre i circondari di Berchtesgader Land, di Traunstein e le zone limitrofe.

### Alcune istituzioni educative
- Scuole materne: Städtischer Kindergarten (asilo comunale); St. Oswald-Kindergarten (cattolico); Hl.-Kreuz-Kindergarten (cattolico); Kindergarten St. Josef; Pfarrkindergarten Haslach (asilo parrocchiale); Waldkindergarten (asilo nella foresta);
- Scuole primarie e secondarie: Franz-von-Kohlenbrenner-Mittelschule (scuola media); Ludwig-Thoma-Grundschule (scuola elementare); Grundschule Haslach (scuola elementare);
- Sonderpädagogisches Förderzentrum für Schwererziehbare und Lernbehinderte (Centro pedagogico di assistenza speciale per i bambini difficili e/o con difficoltà di apprendimento);
- Realschulen (tipo di scuola secondaria): 
  - Maria-Ward-Mädchenrealschule Sparz (cattolica, gestita dall'arcivescovado di Monaco e Frisinga);
  - Reiffenstuel-Realschule;
  - Private Wirtschaftsschule Dr. Kalscheuer (scuola commerciale privata).
- Licei: Chiemgau-Gymnasium, Annette-Kolb-Gymnasium;
- Staatliche Fachoberschule und Berufsoberschule (istituto tecnico superiore statale e scuola statale d'avviamento professionale);
- Scuole professionali (Berufssschulen) commerciali, industriali e di economia domestica;
- Università popolare (Volkshochschule) con un ricco programma;
- Scuola Montessori;
- Biblioteca comunale;
- Scuola comunale di musica;
- Camera dell'Artigianato di Monaco e dell'Alta Baviera - Centro di formazione di Traunstein;
- Seminario cattolico St. Michael - Convitto dell'arcivescovado di Monaco e Frisinga.

### Giustizia
Traunstein è la sede di un ufficio giudiziario di prima istanza (in tedesco Amtsgericht) e di un tribunale distrettuale (Landgericht).
L'Amtsgericht di Traunstein, oltre agli obbligatori tribunale civile e penale, dispone di un ufficio dei registri, di un ufficio giudiziario competente per le successioni, di un tribunale della famiglia, di un tribunale esecutivo e di un ufficio tutorio.
Il Landgericht di Traunstein è competente per i circondari di Traunstein, Rosenheim, Berchtesgadener Land, Altötting e Mühldorf am Inn e per la città extracircondariale di Rosenheim. Fanno capo a questo tribunale quelli distrettuali di Altötting, Laufen, Mühldorf, Rosenheim e Traunstein.

### Torre radioemittente di Traunstein
La torre radioemittente di Traunstein (♁47 ° 51 '32 "N, 12 ° 36 '44" W) si trova nel quartiere di Einham ed è una torre alta 35 metri costituita da una struttura prefabbricata in cemento armato. Appartiene alla società Deutsche Telekom AG, che oltre alle onde hertziane e alla rete radiomobile trasmette anche seguenti stazioni radio per diffondere su onde ultracorte (VHF) i seguenti programmi radio:
| Programma               | Frequenza | Potenza di trasmissione (ERP) | RDS PS   |
| ----------------------- | --------- | ----------------------------- | -------- |
| Deutschlandradio Kultur | 88,3 MHz  | 0,1 kW                        | DKULTUR  |
| Bayernwelle SüdOst      | 99,4 MHz  | 0,3 kW                        | BAYWELLE |
| Antenne Bayern          | 103,7 MHz | 5 kW                          | ANTENNE  |

### Infrastrutture e trasporti
Traunstein è un nodo di traffico nella parte orientale dell'Alta Baviera orientale.
A sud di Traunstein ci sono collegamenti con l'autostrada federale 8 (E 52) da Monaco a Salisburgo. A Traunstein si dirama la strada federale 306 verso Inzell dalla strada federale 304 (Dachau-Freilassing). Altri collegamenti interregionali conducono per esempio al Chiemsee e al Waginger See.
Il 7 dicembre 2012 è stata inaugurata la cosiddetta “Circonvallazione di Nord-Est” (in tedesco Nordostumgehung) con la simbolica apertura al traffico del Tunnel Ettendorf. Grazie ad essa la B 304 passa ora attorno a Traunstein e non più attraverso il centro della città. Con i suoi 4,5 km circa, la nuova circonvallazione collega l'incrocio delle strade federali B 304 e B 306 direttamente con la parte nord della città.
La stazione ferroviaria di Traunstein si trova sulla linea ferroviaria Rosenheim-Salisburgo e costituisce una fermata di vari treni intercity. Si è presa in considerazione un collegamento di Traunstein con la S-Bahn di Salisburgo. Da Traunstein partono inoltre le linee secondarie verso Waging, Mühldorf am Inn (la linea Traun-Alz) e Ruhpolding.
Gli aeroporti internazionali più vicini si trovano a Monaco di Baviera (a 130 km di distanza) e Salisburgo (35 km). A 21 km a nord di Traunstein e 2 km a nord-est di Kienberg si trova l'aeroporto di Schönberg, di proprietà dell'associazione registrata Fliegergruppe Traunstein e.V.: viene classificato come campo speciale di atterraggio e viene impiegato principalmente per la pratica di sport di volo con velivoli a motore, alianti e ultraleggeri.